# Nava Mau
Nava Mau, född 14 maj 1992 i Mexico City, är en mexikansk skådespelare.
Mau har bland annat medverkat i TV-serierna Generation och Baby Reindeer.

## Filmografi (i urval)
- 2021 – Generation (TV-serie)
- 2024 – Baby Reindeer (TV-serie)